# Tatort: Die Unsichtbare
Die Unsichtbare ist ein Fernsehfilm aus der Krimireihe Tatort. Der Beitrag wurde von Maran Film im Auftrag des Südwestrundfunk produziert und am 5. Oktober 2010 beim Filmfest Hamburg uraufgeführt. Die Erstausstrahlung im deutschen Fernsehen erfolgte am 14. November 2010 im Ersten. Es ist die 779. Folge der Reihe und der 7. Fall des Stuttgarter Ermittlerteams Lannert und Bootz.

## Handlung
Am Ufer des Bärensees wird eine weibliche Leiche gefunden. Die Identität kann zunächst nicht festgestellt werden, doch findet der Rechtsmediziner ein künstliches Hüftgelenk, das aus der Ukraine stammen dürfte. So konsultieren Lannert und Bootz Jürgen Stiller von der Ausländerbehörde. Er gibt an, die Tote nicht gekannt zu haben, doch die Ermittler gewinnen einen gegenteiligen Eindruck.
Eine erste Spur führt Lannert in die Piranha-Bar. Als er dort dem Barkeeper das Foto der Toten zeigt, verlässt eine Frau fluchtartig das Lokal. Lannert folgt ihr und kann mit ihr reden. So erfährt er, dass sie Nadja Bilanow heißt und illegal in Deutschland ist. Die Frau auf dem Foto sei ihre Freundin Taya, die zwei Kinder hat, die nun allein sein dürften. Sie weiß von einem Jochen, der öfter zu Taya kam. Dieser Jochen Winterberg kann ermittelt werden und wird nach Taya befragt. Er gibt zu, sie gekannt und ab und zu etwas Zeit mit ihr verbracht zu haben. Er weiß von einer Adresse, zu der sie sich von ihm in der vorangegangenen Woche hat bringen lassen. Dort sehen sich die Ermittler um und entdecken das Haus von Jürgen Stiller. Umgehend wollen sie ihn zur Rede stellen, allerdings ist nur der Sohn Fabian anwesend.
Deniz und Ella sind seit Tagen auf sich allein gestellt. Da ihre Mutter illegal in Deutschland gearbeitet hat, wissen sie um die Gefahr einer Abschiebung und verhalten sich möglichst unauffällig. Deniz sieht in der Zeitung das Foto seiner toten Mutter und fürchtet nun entdeckt zu werden. So packt er einige Sachen zusammen und flüchtet mit seiner Schwester aus der Wohnung. Als Lannert und Bootz die Adresse von Taya ermitteln, sind die Kinder bereits weg. Bootz findet die Schachtel eines Herzmedikaments und eine große Menge Bargeld in einem Versteck, von dem die Kinder sehr wahrscheinlich nichts wussten. Die beiden versuchen inzwischen ein Nachtquartier zu finden und fragen bei Nadja an, die sie aber weiterschicken muss. Die Telefonnummer von Lannert steckt sie Deniz zu, der in den Sachen seiner Mutter einen Hinweis auf Ellas Vater findet. Da sie schwer herzkrank ist und dringend neue Medikamente braucht, will Deniz zu ihm gehen. Auf der Suche nach einem neuen Versteck geraten die Kinder in eine Falle. Jemand verschließt die schwere Eisentür des Bunkers hinter ihnen.
Eine Spur führt Lannert und Bootz zu einer Großreinigung nach Zuffenhausen, wo Taya anfangen wollte zu arbeiten. Dorthin hat Nadja auch die Kinder zur Übernachtung geschickt. Der Inhaber Alexis Zaridis beherbergt eine Vielzahl illegaler Einwanderer und beschäftigt sie zu Niedriglöhnen. Doch als die Ermittler dort nachts auftauchen, sind die Kinder bereits wieder weg. Dafür bringt Nadja Lannert den Koffer der Kinder vorbei und bedankt sich bei ihm, dass er sie nicht an die Behörden ausgeliefert hat. 
Lannert und Bootz stellen Jürgen Stiller zur Rede. Er leugnet zunächst immer noch Taya Davidenko zu kennen, bricht dann jedoch ein und gibt zu Ellas Vater zu sein. Da seine Frau im Sterben lag, hat er bei Taya Halt gesucht. Seinem Sohn, der sehr an seiner Mutter hing, wollte er das alles nicht zumuten und hat daher Taya und seine Tochter verleugnet. Stiller erklärt, dass er Taya sogar Geld gegeben hat, damit sie Ella operieren lassen kann. Inzwischen kommt Fabian Stiller ins Haus und hört das Geständnis seines Vaters. Bootz spricht Fabian auf die Situation an und kann ihn dazu bewegen zuzugeben, dass er schon länger vom Verhältnis seines Vaters wusste. Weiter gibt er zu, dass er es nicht ertragen könnte, dass sein Vater seine Mutter hintergangen hatte und als Taya eines Tages auftauchte, hätte er sie zum See gelockt und umgebracht. Bootz erfährt dabei, dass Fabian auch weiß, wo die Kinder sind. Er gibt zu, dass er wollte, dass sie verschwinden und als sie kürzlich vor der Tür standen, in der Hoffnung, dass sein Vater ihnen helfen könnte, hat er sie in einen Bunker gelockt.
Die Polizei kann die Kinder finden und Ella, die bereits bewusstlos ist, wird in die Klinik gebracht. Der Arzt kann Deniz und Ellas Vater verkünden, dass das Kind das Schlimmste überstanden hätte.

## Hintergrund
Die Dreharbeiten fanden unter dem Arbeitstitel Die unsichtbare Frau in Stuttgart, Baden-Baden und Karlsruhe statt.

## Rezeption

### Einschaltquoten
Die Erstausstrahlung von Die Unsichtbare am 14. November 2010 wurde in Deutschland von 9,61 Millionen Zuschauern gesehen und erreichte für Das Erste einen Marktanteil von 20,50 Prozent. Beim Tatortblog erreicht die Episode Platz 129 von 916 möglichen.

### Kritiken
Rainer Tittelbach von tittelbach.tv lobt diesen siebten Tatort des Stuttgarter Team mit den Worten: „‚Die Unsichtbare‘ basiert auf sauberer Recherche und einer hoch wirksamen Dramaturgie, die den klassischen Whodunit geschickt mit Thema, Thrill und großen Emotionen kurzschließt. Es ist nicht nur ein Film der stillen Menschlichkeit und der guten Taten, es ist auch ein Krimi mit einem stimmigen Erzählrhythmus, der weithin von seinen beiden Hauptakteuren getragen wird.“
Bei Moviesection.de vergibt Melanie Frommholz vier von fünf möglichen Sternen und meint: „[E]ine emotionale Geschichte mit einer packenden Krimi-Dramaturgie [ge]mixt. Seine Dynamik bezieht „Die Unsichtbare“ dabei einmal mehr aus dem klasse Tatort-Team Lannert und Bootz alias Richy Müller und Felix Klare, die erneut souverän und überzeugend in ihren Rollen die Handlung tragen. Bedingt durch den kleinen Kreis der Verdächtigen gibt der Fall allerdings den Täter dem aufmerksamen Beobachter früh preis.“
Barnabas Szöcs bei Merkur-online.de lobt die Episode als einen „spannenden, vielschichtigen“ Versuch der „Beleuchtung einer gesellschaftlichen Schieflage.“ So urteilt sie weiter: „Ständig bewegt sich das unterhaltsam ausbalancierte Kommissarsduo in Grauzonen, entscheidet nach Gewissen statt nach Dienstvorschrift und führt dem Zuschauer subtil vor Augen, welch großer Luxus Demokratie und freiheitliche Gesellschaftsordnung doch sind. [...]  Die Lebensumstände der Kinder der ermordeten Taya machen klar, dass die Schwächsten die Sehnsucht nach einem gelobten Land, das sie nicht haben will, am teuersten bezahlen.“
Die Kritiker der Fernsehzeitschrift TV Spielfilm meinten zu dem Fall: „Gut gemeinter Krimi mit etwas zu großem Thema“. Die Absicht sei „ehrenhaft“, die Umsetzung „kitschig“.